# Seeligérite
La seeligérite est une espèce minérale complexe rare de chlorate iodate de plomb de formule : Pb3Cl3(IO3)O. Ce minéral jaune cristallise dans le système orthorhombique. Il a un clivage parfait à bon dans deux directions et une densité assez élevée de 6,83 en raison de la teneur en plomb. Il est translucide à transparent avec des indices de réfraction de nα = 2,120 ; nβ = 2,320 ; nγ = 2,320. Son nom rend hommage au minéralogiste allemand Erich Seeliger. Le symbole IMA qui lui est attribué est Sli.
La découverte de la seeligérite remonte à 1971 dans la mine Casucha, Sierra Gorda, dans la région d'Antofagasta, au Chili où elle est associée à la schwartzembergite, la paralaurionite et la boléite.